# Lilli Szkolny
Lilli Szkolny (* 5. Juni 1906 in München; † 18. August 1942 in Riga) war eine deutsche Grafikerin, Illustratorin, Zeichnerin und Fotografin.

## Leben und Werk
Lilli Szkolny wurde am 5. Juni 1906 in eine jüdische Familie in München geboren. Sie war das älteste von drei Kindern der Eheleute Franz Szkolny (* 1877 Berlin – † 1935 München) und Frieda, geb. Selz (* 1885 in München). Aufgrund der drohenden Deportation wählte Frieda Selz am 25. August 1941 den Freitod. Der Vater war Numismatiker und Teilhaber der Münchner Münzenhandlung Dr. Eugen Merzbach Nachf. Lilli Szkolny war verheiratet mit Franz Wiener (* 19. Juli 1887 in Berlin; † 18. August 1942 in Riga). Die Heirat fand 1942, wenige Monate vor der Deportation, statt. Am 15. August 1942 wurden beide mit dem 18. Osttransport in das jüdische Ghetto in Riga deportiert, wo sie nur wenige Tage später, am 18. August, ermordet wurden. Der letzte Wohnort vor der Deportation war laut Eintrag in der Transportliste die Fasanenstraße 49 in Berlin-Wilmersdorf.
Über die künstlerische Ausbildung ist nichts bekannt.
Das Schaffen von Lilli Szkolny ist heute vor allem durch ihre Tätigkeit als Illustratorin bekannt. 1936 schuf sie Zeichnungen und auch das Deckblatt für “Die Wunschkiste. Die schönsten Geschichten, Spiele und Rätsel aus dem Kinderblatt der C.-V.-Zeitung”. Auch Dodo schuf damals Zeichnungen für diese Publikation und es lassen sich bei der künstlerischen Ausführung durchaus Bezüge und Ähnlichkeiten zwischen beiden Künstlerinnen feststellen. Daneben schrieb Lilli Szkolny für die „Wunschkiste“ auch den Text „Ich fahre mal nach England“, in dem sie einen Besuch bei ihrem Bruder Georg (1919–1942) beschreibt, der seit 1935 Schüler an der Stoatley Rough School bei Haslemere war. Im Jahr 1937 besorgte sie die Montage für den Band „Gemeinschaftsarbeit der jüdischen Jugend“ (Berlin). Und 1938 schuf sie die Illustrationen für „Spatz macht sich“ von Meta Samson. Dieses war „das letzte Kinderbuch, das bei einem jüdischen Verlag in Deutschland erschien.”
Kurz nach der sogenannten Reichskristallnacht, wurde Lilli Szkolny Ende November 1938 von der Organisation World ORT beauftragt, die Aktivitäten an der 1937 gegründeten Berliner ORT-Schule fotografisch zu dokumentieren. In der Schule wurden jüdische Schüler und Studenten auf ihre Auswanderung nach Palästina vorbereitet, indem man ihnen dort die Möglichkeit gab, die wichtigsten Handwerksberufe durch Teilnahme an Schulungskursen zu erlernen. Die einzigen überlieferten Fotos aus dieser Schule, die 1939 auf Druck der Nazis geschlossen und ins englische Leeds verlegt werden musste, stammen von Lilli Szkolny.
Von 1934 bis 1941 arbeitete Lilli Szkolny für das Jüdische Nachrichtenblatt in Berlin und Wien. Dort war sie vielseitig tätig: sie verfasste sowohl eigene Artikel und Reportagen, erstellte Illustrationen und Fotomontagen bzw. -collagen mit eigenen Fotos oder mit Fotos anderer Fotografen. Die Besuche bei ihrem Bruder Georg in England nutzte sie für Fotoreportagen über den Straßenmarkt von Whitechapel (1937, Nr. 27) und die Synagogen von London (1938, Nr. 18). Vor diesem Hintergrund ist es unverständlich, warum Lilli Szkolny nicht von Deutschland nach England emigriert ist.
Um 1935 schuf Abraham Pisarek Porträtfotografien von Lilli Szkolny. Diese Fotografien befinden sich heute als Teil des “Bildarchivs Abraham Pisarek” im Bestand der Stiftung Preußischer Kulturbesitz.

## Illustrationen
- Die Wunschkiste. Die schönsten Geschichten, Spiele und Rätsel aus dem Kinderblatt der C.-V.-Zeitung . Digitalisiertes Kinderbuch, zusammengestellt aus verschiedenen Ausgaben der C.V.-Zeitung, Philo-Verlag, Berlin 1936. Szkolny schuf hier das Deckblatt, zwei Zeichnungen zu der Geschichte “Das Neujahrsfest der Bäume” von Setta Richter und zudem verfasste sie den Text “Ich fahre mal nach England” (mit Illustrationen).
- Meta Samson: Spatz macht sich. Digitalisiertes Kinderbuch mit Illustrationen von Lilli Szkolny, Philo-Verlag, Berlin 1938. Hierfür schuf Szkolny insgesamt 14 Illustrationen.